# Методи вивчення змісту медіа-комунікацій
Методи вивчення змісту медіа-комунікацій — сукупність методів соціологічних досліджень, які спрямовані на інтерпретацію змісту документу у мас-медіа.
Згідно з теоретичною демаркацією, методи поділяються на кількісні описові дослідження відкритого значення і якісні інтерпретативні дослідження. Окремо виділяють методи, що спрямовані на вивчення «медійних мов» та візуальні образи та звуки.

## Якісні методи
Виділяють наступні якісні методи дослідження змісту медіа-комунікацій:
- Традиційні методи аналізу
- Феноменологічний аналіз
- Дискурс-аналіз

### Традиційні методи аналізу
Традиційними методами аналізу є сукупність операцій, яка дозволяє інтерпретувати документ згідно з метою дослідника. Інтерпретація тексту в таких умовах дозволяє дослідити сутність документу, мотивацію та наміри комунікатора, особливості створення документу, очікуваний ефект та вплив повідомлення тощо. Традиційні методи відрізняються від формалізованих тим, що вони є суб'єктивними та залежать від установок дослідника по відношенню до опрацювання матеріалу та інтерпретації тексту. Висновки щодо одного і того ж документу, який проінтерпретований різними дослідниками, можуть різнитись.
Що стосується переваг традиційних методів аналізу, то вони можуть бути використані на базі одного чи кількох документів, тоді як контент-аналіз потребує великої кількості матеріалу. При традиційних методах аналізу документ не втрачає оригінальність та інші особливі риси. Вдале використання цих методів є тоді, коли документ є унікальним.
Виділяють зовнішній та внутрішній аналізи. Зовнішній аналіз допомагає перевірити надійність та достовірність документа, дає зрозуміти його мотиви і те, у яких історичних обставинах документ створено. Внутрішній аналіз полягає у аналізі змісту, а саме сприяє вивченню співвідношень різних елементів тексту, модальності, ставлення автора до тема та інше.
Поширеними традиційними методами аналізу документів є журналістський, біографічний, історичний, літературний та багато інших.
Журналістський аналіз полягає в виявленні характеристик (тема, ідея, образний орієнтир) тексту та їх оцінці за визначеними критеріями.
Біографічний метод досліджує розвиток суспільства та життя людини на прикладі конкретних біографій.
Історичний метод перевіряє дійсність тексту за матеріальними ознаками (папір, почерк, стиль, словник автора), допомагає з'ясувати мотиви складання документа, висвітлює історичні обставини, за яких документ був створений, та досліджують нові історичні аспекти.
Літературний метод вивчає стиль, тон, словник автора, композицію твору.

### Феноменологічний аналіз
Феноменологічний аналіз ідентифікує базові структури суб'єктивного досвіду, а саме духовних намірів та особистісних смислів, дозволяє вивчити емоційно-ціннісний арсенал переживань особистісних смислів.

### Дискурс-аналіз
Дискурс — система пов'язаних між собою символів, які є посиланням на досвід; вираження суспільних практик через символи.
Виділяють два підходи до визначення поняття «дискурс». Згідно з першим підходом, дискурс — це форма вираження, в яку може бути вкладено потрібний зміст. Цей підхід використовується при вивченні дискурсу як інструменту маніпуляції словом.
Другий підхід орієнтується на внутрішню організацію елементів тексту. Тоді дискурс постає як повноцінний текст; діалог; група висловлювань, які пов'язані одним смислом; одиниця висловлювання в глобальному сенсі. Цей підхід є ефективним для опису методики проведення дискурс-аналізу, проведення дискурсивного аналізу та, в першу чергу, виділення одиниці аналізу. Одиницею аналізу може слугувати висловлювання, яке має інтригу, незалежно від того, чи є воно послідовністю слів чи речень.
Методика дискурсивного аналізу медіа-текстів була запропонована Т.А. ван Дейком. Дискурс-аналіз варто розпочинати з вивчення структури тексту, ієрархічна схема якого складається з заголовку, короткого огляду, основних тез, контексту та історії подій. Такий структурний аналіз не лише полягає в лінгвістичному описанні семантичних структур ізольованих слів, словосполучень, речень. Він також має на меті характеризувати складні властивості тексту (зв'язність між реченнями, тематична структура, стилістичні та риторичні параметри). Таким чином, тексти піддаються комплексному описанню за умови, що кожна компонента аналізується у ході дискурс-аналізу.
Особливість дискурс-аналізу полягає в тому, що він описує текст у термінах теорій, які розроблені для деяких рівнів дискурсу. Класична лінгвістична семіотика орієнтується на форму і значення як складову знаку, а згідно з дискурс-аналізом текст представлений як складне утворення, яке потребує окремого дослідження фонетичних, графічних, морфологічних, синтаксичних, мікро- і макросемантичних, стилістичних, риторичних, прагматичних, інтеракціоністських та інших структур та стратегій.

## Кількісні методи
Кількісними методами змісту медіа-комунікацій є аналіз природної мови, текст-майнінг та контент-аналіз.

### Аналіз природної мови
Аналіз природної мови охоплює методики обчислюваної лінгвістики та теорії штучного інтелекту.
Аналіз природної мови є набір комп'ютеризованих технік та методик для аналізу текстів. Згідно з дослідницею Елізабет Лідді, текст може бути написаний будь-якою мовою, в будь-якому жанрі, він може бути усний чи письмовий. Важливо, щоб текст був мовою, яка використовується індивідами для спілкування. Основне завдання полягає у взаємодії людських комунікативних актів (вербальних та невербальних) та комп'ютерних систем. Прикладами інших задач є класифікація, кластеризація колекцій документів, глибинний аналіз текстів, переклад документів з однієї мови на іншу та інші.
Базою для аналізу природної мови є формальні теорії мови.
Об'єктом аналізу є не лише писемний текст, а також звуки, відео-файли та інші засоби, що передають інформацію (жести, дотики).

### Текст-майнінг
Текст-майнінг — міждисциплінарний напрямок досліджень; налічує набір технік, які можуть виявити в тексті нетривіальні тенденції; охоплює методики обробки інформації, машинного навчання, статистичної класифікації, роботи з базами даних, які можна застосувати до тексту.
Текст майнінг передбачає два етапи:
1. Зміна тексту (text refining) у проміжну форму.
2. Виокремлення знання (knowledge distillation), що означає визначення патернів у проміжній формі.[7]

Проміжні форми — структуровані чи напівструктуровані.
Одиниці аналізу — документи чи концепти.
Базою для текст-майнінгу є теорії обчислюваної лінгвістики та галузі інформатики.
Об'єктом аналізу є текстові дані, які містять змістовну інформацію.
Текст-майнінг та аналіз природної мови широко використовуються у контент-аналізі.
Завданнями є категоризація документів, пошук інформації, внесення змін до колекції текстів, створення засобів для представлення інформації.

### Контент-аналіз
Контент-аналіз є найпопулярнішим методом дослідження.
Існує велика кількість визначень цього поняття. Класичне визначення Барельсона наступне: «Контент-аналіз — це дослідницька техніка для об'єктивного, системного й кількісного опису наявного змісту комунікації, яка відповідає цілям дослідника».
Визначення, яке передає усю сутність цього методу звучить таким чином «контент-аналіз є вимірюванням тексту чи іншого символьного матеріалу, що має методологічне підґрунтя і відповідає завданням соціальних наук». У контент-аналізі можливо робити загальні висновки, які стосуватимуться усього джерела. Ця ознака є відмінною рисою контент-аналізу від традиційного аналізу документів.
Об'єкт, предмет та завдання контент-аналізу базується на досліджуваному аспекті процесу масової комунікації. Далі у таблиці нижче.
| Досліджуваний аспект процесу масової комунікації          | Завдання контент-аналізу                                                                         | Об'єкт контент-аналізу | Предмет аналізу |
| --------------------------------------------------------- | ------------------------------------------------------------------------------------------------ | --- | --- |
| Відтворення об'єктивних подій і явищ                      | Реконструкція подій чи явищ                                                                      | Денотативний зміст повідомлень                                                                                                | Об'єктивні характеристики                                                                                          |
|                                                           | Встановлення закономірності відтворення дійсності різними засобами МК                            | Тематична структура і семантичне значення повідомлень                                                                         | Позатектсові реальності засобів спілкування. Картина світу, яка створюється МК                                     |
| Вираз цілей і характеристик суб'єкта виробника            | Виявити соціальні завдання, комунікативні наміри і пропагандистські цілі діяльності комунікатора | Функціональні характеристики повідомлень. Співвідношення пізнавальних, ціннісних і нормативних елементів у змісті повідомлень | Характеристики суб'єкта-виробника інформації і соціального інституту МК. Соціальні функції повідомлень             |
|                                                           | Виявити соціальні й ідеологічні характеристики МК                                                | Ідеологічний зміст повідомлень. Позатекстові характеристики джерела                                                           | |
|                                                           | Виявити характеристики комунікатора                                                              | Смислова структура і прагматичні значення повідомлень                                                                         | |
| Задоволення комунікативних потреб сприймаючого суб'єкта   | Виявити особливості повідомлень до задоволення інформаційних потреб аудиторії                    | Інформаційна якість повідомлень                                                                                               | Відповідність характеристик повідомлень інформаційним потребам аудиторії, інформаційні функції повідомлень         |
|                                                           | Виявити можливості повідомлень до задоволення психологічних потреб аудиторії                     | Комунікативні якості повідомлень як психологічного стимулу чи джерела естетичної насолоди                                     | Зв'язок характеристики повідомлень з психологічним станом реципієнтів. Психологічні функції повідомлень            |
| Взаємодія соціальних суб'єктів (комунікатора й аудиторії) | Прогнозувати чи пояснювати комунікативну ефективність впливу                                     | Мова повідомлень, структура тексту, пропагандистські прийоми                                                                  | Відповідність комунікативних засобів цілям впливу комунікативному досвіду аудиторії. Потенційні ефекти комунікації |
|                                                           | Прогнозувати чи пояснювати соціальну ефективність впливу                                         | Вибір об'єктів комунікацій, характери відбиття різних сфер діяльності                                                         | Відповідність змісту повідомлень соціальному досвіду і настановам груп. Потенційна ефективність комунікацій        |
|                                                           | Виявити комунікаційні відношення між різними групами                                             | Соціальні характеристики джерела й адресата. Характеристики взаємодії                                                         | Відповідність об'єктивованих відношень певним соціальним групам                                                    |

Традиційна базова послідовність застосування техніки наступна:
1. Обрати приклад контенту — комплекс чи окремий приклад;
2. Встановити категорійні рамки зовнішніх референтів;
3. Обрати з усього контенту «одиницю аналізу»;
4. Зіставити контент із категорійними рамками, порахувати частоту посилань на одиниці контенту в межах категорійних рамок;
5. Презентувати результати в загальному розподілі усієї сукупності чи окремого прикладу контенту.[1]

Згідно з О. Івановим, «контент-аналіз — це метод отримання надійних та валідних висновків з текстів у соціальному контексті, їх використання з допомогою інтерсуб'єктивно узгоджених правил систематизації інформації». Також виділено кілька окремих методик та технік контент-аналізу:
1. Якісний контент-аналіз — методика аналізу текстів шляхом систематичної інтерпретації текстів через виділення в них тем, тенденцій і відповідне їх кодування.
2. Комп'ютеризований контент-аналіз – техніка кодування текстів з використанням комп'ютерних засобів для систематичного запису результатів роботи кодування.
3. Кількісний контент-аналіз — методика аналізу текстів шляхом кількісного порівняння аналітичних категорій через підрахунок ключових слів.
4. Автоматизований контент-аналіз — техніка автоматизованого кодування текстів та підрахунку в них ключових слів з допомогою комп'ютерних засобів.[7]

Обмеження у використанні кількісного контент-аналізу полягають у наступному:
- при застосовуванні кількісного контент-аналізу для виявлення частоти появ певних категорій у ході аналізу можуть бути випущені цілі, які ставили автори цих документів;
- є ймовірність, що деякі елементи, які є цінними для авторів, будуть випущені з уваги дослідників, до того всього, усі документи мають різні цільові групи, для яких ці документи були створені;
- є ймовірність невеликої кількості матеріалів по досліджуваній темі, адже для контент-аналізу важливо оперувати великим обсягом вибірки, щоб результати можливо було поширити на усю сукупність;
- повнота списків слів для однієї категорії чи одиниці аналізу також може виявитись проблемою, адже різноманіття тезаурусів (списки слів) призведе до зменшення об'єктивності отриманих результатів;
- комп'ютерні програми також можуть допускати помилок, тому це варто мати на увазі;
- явище не може бути досліджене достеменно, адже не уся інформація, на якій базуються висновки, є релевантною на сто відсотків.[11]

Надійність, достовірність і валідність є дуже важливими у будь-якому дослідженні. Контент-аналіз відрізняється від усіх інших методів дослідження змісту саме високою достовірністю.
Контент-аналіз може дослідити явні та приховані аспекти змісту. Але для цього дослідник повинен володіти інтуїцією, мати хороше знання предмету аналізу для того, щоб обрати одиниці аналізу, кодувальник, у свою чергу, повинен мати терпіння та дисциплінованість для підрахування одиниць аналізу.
Достовірність контент-аналізу залежить від відсутності суб'єктивних думок, а той факт, що у контент-аналізі співвідносяться кількісні та якісні методи аналізу, гарантує високу надійність та валідність. Валідність також залежить від репрезентативності вибірки. Проблема вибірки полягає у тому, що сукупність документів є досить великою, і, як наслідок, таку кількість неможливо вивчити усю. Дослідники часто зіштовхуються з питанням вибору тієї сукупності представників, аналіз яких дав би уявлення про всю сукупність документів.

## Відмінності між якісними та кількісними методами
Якісні методи та усі інтерпретативні підходи не передбачають квантифікації та обрахунків. Значення у цих методах — це результат текстуальних зв'язків, протилежностей і контексту, вони не базуються на кількості та співвідношенні характеристик.
Якісні методи звертають увагу на приховане, а не на очевидний контент. Глибші значення мають вагоміше значення.
Якісні та кількісні методи по-різному систематичні. Перші з обережністю ставляться до добору прикладів, та не погоджуються з тим, що усі одиниці контенту є однаковими.
Якісні методи не припускають, що культурна та соціальна реальності, реципієнт та повідомлення мають однакову базу значень, а навпаки стверджують, що кожна складова має окремі системи значень, що вимагає ретельного вивчення та уваги дослідника.

## Змішані методи
Деякі методи нелегко віднести до однієї з двох описаних категорій: якісні чи кількісні. Тому їх варто вважати змішаними методами, які використовуються для аналізу документів мас-медіа.
Один з них — психоаналітичний підхід, який має на меті дослідити контент, зосереджуючись на ставленні та мотивації аудиторії з точки зору несвідомого. Цей підхід застосовують для того, щоб дослідити те, яке значення має реклама, та її вплив на аудиторію.
Аналіз наративних структур та дослідження функцій контенту — інші методи аналізу. Аналіз наративних структур досліджує глибинні структури документу у співвідношенні з поверхневими структурами дискурсу. Останній визначає функції комунікації. О. Савельєва виділяє такі функції телевізійного контенту: інформувати, розважати, встановлювати соціальні стандарти, формувати цінності та транслювати норми.
Розрізняють два типи аналізу медійного контенту — аналіз контенту повідомлення та структурний аналіз тексту. Основні відмінності полягають у тому, що перший є кількісним, фрагментарним, систематичним, узагальнюючим та екстенсивним, має відкриті значення, та є об'єктивним. У той час, як ознаками структурного аналізу є те, що він є якісним, загальним, селективним, ілюстративним та специфічним, має приховані значення, та є відносним до читача.
Проблема усіх методів і підходів полягає в розбіжності, яка виникає між результатами контент-аналізу і сприйняттям авторів та аудиторії.